# لولینا بورگوهین
لولینا بورگوهین (زاده ۲ اکتبر ۱۹۹۷) یک بوکسور زن هندی است. او در مسابقات بوکس قهرمانی زنان جهان AIBA 2018 و مسابقات بوکس قهرمانی زنان جهان AIBA سال ۲۰۱۹ مدال برنز کسب کرد. او مدال طلا را در اولین تورنمنت بوکس آزاد هند که در دهلی نو برگزار شد و مدال نقره را در دومین تورنمنت بوکس بین‌المللی هند که در گوآهاتی برگزار شد کسب کرد. وی رتبه سوم را در وزن ۶۹ کیلوگرم سبک‌وزن کسب کرد او اولین زن از آسام است که به بازی‌های المپیک راه یافته‌است و دومین بوکسور ایالتی است که پس از شیوا توپا نماینده کشور هند شد. در سال ۲۰۲۰، او ششمین فردی از آسام بود که جایزه Arjuna را دریافت کرد.

### المپیک ۲۰۲۰ توکیو
او در بازی‌های المپیک تابستانی ۲۰۲۰ توکیو شرکت کرد. در اولین مسابقه بوکسور آلمانی را شکست داد، در مرحله یک چهارم نهایی بر بوکسور تایوانی غلبه کرد و به نیمه نهایی رسید اما در این مرحله مقابل بوسه ناز سورمنلی بوکسور زن ترکیه شکست خورد و از رسیدن به فینال بازماند و به مدال برنز رسید.

## جوایز و تقدیرنامه‌ها
- جایزه آرجونا، که توسط رئیس‌جمهور رام نات کویند برای عملکرد برجسته او در بوکس اهدا شد.[۹]

### مسابقات انتخابی المپیک جهانی
بورگوهاین، زنان ۶۹ بوکسور کیلوگرم، از ۱۵ اکتبر تا ۵ دسامبر در آسیسی ایتالیا برای رویداد مقدماتی المپیک جهانی برنامه‌ریزی شده برای ماه مه - ژوئن ۲۰۲۱ آموزش دیده‌است.